# Saint-Gence
Saint-Gence is een gemeente in het Franse departement Haute-Vienne (regio Nouvelle-Aquitaine) en telt 1489 inwoners (1999). De plaats maakt deel uit van het arrondissement Limoges.

## Geografie
De oppervlakte van Saint-Gence bedraagt 21,9 km², de bevolkingsdichtheid is 68,0 inwoners per km².
De onderstaande kaart toont de ligging van Saint-Gence met de belangrijkste infrastructuur en aangrenzende gemeenten.

## Demografie
Onderstaande figuur toont het verloop van het inwonertal (bron: INSEE-tellingen).